# Minttu

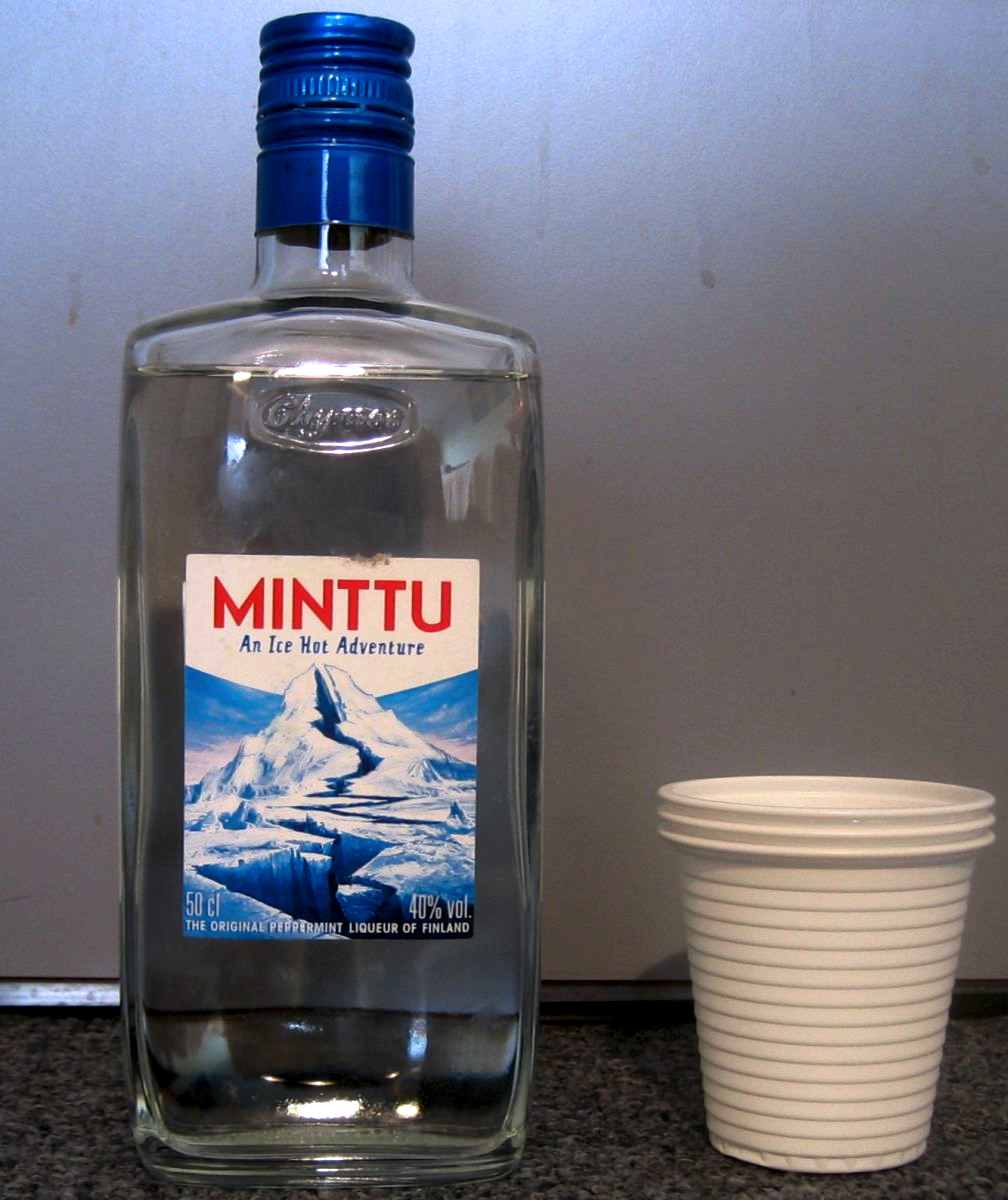
Minttu

Minttu – likier o smaku mięty pieprzowej, produkowany w Turku w Finlandii od 1979 r. przez V&S Finland, spółkę zależną Grupy V&S. Sznaps miętowy zawiera 40% i 50% alkoholu.
Minttu, oryginalny sznaps miętowy narodził się pod koniec lat 80. w Finlandii. Grupa Finów wpadła na pomysł produkcji krystalicznie czystego i lodowatego likieru miętowego podawanego w butelce w kształcie kostki lodu. Smak jest słodko-miętowy. Od 2007 r. wprowadzono nowe warianty smakowe o obniżonej zawartości alkoholu do 35%. Sznaps likierowy jest często podawany schłodzony jako shot. W Finlandii jest często spożywany razem z gorącą lub zimną czekoladą pitną.
Minttu produkowana jest w następujących odmianach:
- Peppermint 40% vol i 50% vol
- Black Mint 35% vol
- Choco Mint 35% vol
- Pear Mint 35% vol
- Minttu Twist Bubble Gum 16% vol
- Twist Lakritz 16% vol
- Twist Polka 16% vol